# Vibhanga
Vibhanga (pāli: vibhaṅga; pol.: Księga traktatów) – jest buddyjskim tekstem, częścią Kanonu Palijskiego buddyzmu therawady i jest zawarty w  Abhidhamma Pitace (pāli: abhidhammapiṭaka).

## Tłumaczenie angielskie Vibhangi
The Book of Analysis, tłum. U Thittila, 1969/1988, Pali Text Society, Bristol

## Zawartość tekstu
Księga zawiera 18 rozdziałów, z których każdy jest odrębną, samodzielną rozprawą. 
1. skupiska (khandha)
2. podstawy zmysłów (āyatana)
3. elementy (dhātu)
4. prawdy (sacca)
5. zdolności (indriya)
6. współzależne powstawanie (paticcasamuppāda)
7. podstawy uważności (satipaṭṭhāna)
8. właściwy wysiłek (sammappadhāna)
9. podstawa mocy (iddhipāda)
10. czynniki oświecenia (bojjhanga)
11. ośmioraka ścieżka (magga)
12. wchłonięcie (jhāna)
13. niezmierzoności (appammaññā)
14. zasady treningu (sikkhāpada)
15. analiza (paṭisambhidā)
16. wiedza (ñāṇa)
17. mniejsze tematy (khuddhaka vatthu)
18. serce Dhammy (dhammahadaya) - psycho-kosmiczna topografia buddyjskiego wszechświata

Typowy rozdział składa się z trzech części:
1. Metoda Sutty: często zawiera cytaty z Sutta Pitaka
2. Metoda Abhidhammy: podaje listy synonimów, klasyfikacje numeryczne itd.
3. Metoda zapytań: stosuje matikę (pāli: matika; pol.: matryca, lista; ang.: matrix) Dhammasanghani, zapytując o ilość dhamm.